# 4. ceremonia wręczenia Europejskich Nagród Filmowych
Europejskie Nagrody Filmowe 1991
Rozdanie czwartej edycji Europejskiej Nagrody Filmowej odbyło się 1 grudnia 1991 w Poczdamie.
Za film roku uznano brytyjską produkcję 
- Riff-Raff w reżyserii Kena Loacha.

Pozostali nominowani w tej kategorii to:
- Homo Faber - Eberhard Junkersdorf
- Le Petit criminel - Alain Sarde

Nagrodę za osiągnięcia życia otrzymał Alexandre Trauner.